# Feuerwehrerlebniswelt

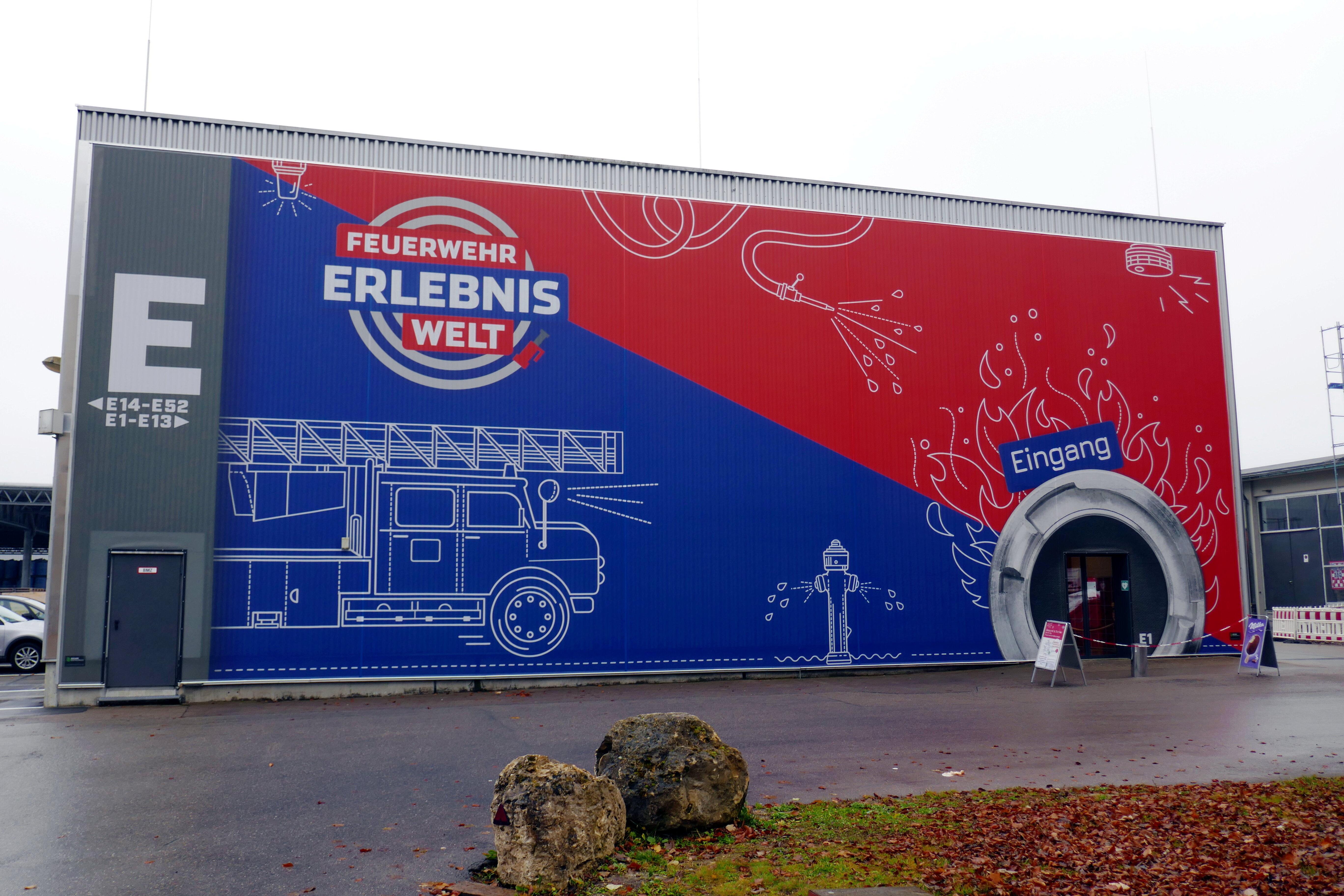
Blick auf die Halle der Feuerwehrerlebniswelt im Augsburger Martini-Park

Die Feuerwehrerlebniswelt in Augsburg ist eine seit Mai 2021 bestehende Ausstellung, die sich mit dem Thema Brandschutz befasst.

## Beschreibung
Die Feuerwehrerlebniswelt ist eine interaktive Ausstellung, die Menschen jeden Alters Brandschutz und Unfallverhütung in vielen Facetten näherbringt. Sie versteht sich als ein Zentrum für vorbeugenden Brandschutz und als Bildungseinrichtung, die über Gefahren und Notfälle informiert und aufklärt.
Auf rund 3000 m² zeigt die Feuerwehrerlebniswelt zahlreiche Exponate zum Thema Brandschutz, Feuerwehr und verwandten Themen, wie Naturgefahren, Katastrophenschutz und allgemeine Arbeitssicherheit und Unfallverhütung. Dabei stehen das Erleben und Begreifen im wörtlichen Sinne im Vordergrund. Zahlreiche Stationen animieren zum Mitmachen und Ausprobieren.
Die Ausstellung ist mit ihrem Angebot für alle Altersgruppen, für Vereine, Feuerwehren, Hilfsorganisationen, Laien und Fachleute sowie der Größe und Vielfalt eine einmalige Einrichtung in Deutschland und weit darüber hinaus.
Mit der Feuerwalze, wo eine echte Flamme über die Köpfe der Besucher hinwegrollt und der Möglichkeit an einem Original-Leitstellentisch selbst Notrufe entgegenzunehmen und zu bearbeiten, genau wie an einem echten Tisch, verfügt die Feuerwehrerlebniswelt über zwei Attraktionen, die es sonst in dieser Art nirgendwo gibt.

## Idee
Die Idee stammt vom ehemaligen Leiter der Berufsfeuerwehr Augsburg, Frank Habermaier. Ausschlaggebend waren für ihn die Erfahrung aus vielen Einsätzen, bei denen fehlende Vorbeugung oder falsches Verhalten zu großen Schäden geführt haben. Die Feuerwehrerlebniswelt verfolgt hier einen neuen Ansatz, um Besucher an das Thema heranzuführen.
Bewusst und unbewusst wird lebenswichtiges Wissen spielerisch mit Spaß vermittelt.

## Entstehungsgeschichte
Im Jahr 2006 wurde der Verein Förderverein Feuerwehrerlebniswelt Bayern, Bildungszentrum für Brandschutzerziehung und Brandschutzaufklärung e. V. gegründet, dessen Satzungsziel es war, eine Feuerwehrerlebniswelt in Augsburg zu errichten.
Nach schwieriger Objektsuche und der gesicherten Finanzierung konnte im Januar 2020 der Umbau einer Industriehalle im Martini Park zur Ausstellungshalle für die Feuerwehrerlebniswelt beginnen. Die Eröffnung war für den 20. Oktober 2020 geplant. Aufgrund des kompletten Lockdowns im Zuge der Corona-Pandemie musste die Eröffnung allerdings auf Mai 2021 verschoben werden.
Im Jahr 2022 besuchten 40000 Menschen die Einrichtung, darunter über 220 Schulklassen und über 100 Feuerwehren. Etwa 70 Seminare, insbesondere zum Thema Brandschutzhelfer, wurden durchgeführt.

## Betreiber und Organisation
Der Verein wurde inzwischen, nach der Gründung der Feuerwehrerlebniswelt, in einen Förderverein umgewandelt.
Betreiber der Feuerwehrerlebniswelt ist die Feuerwehrerlebniswelt gGmbH. Gesellschafter sind der Stadtfeuerwehrverband Augsburg e. V., der Bezirksfeuerwehrverband Schwaben e. V. sowie der Verein Feuerwehrerlebniswelt Bayern e. V.